# Нефтекумск
Нефтекумск (на руски: Нефтеку̀мск) е град в Ставрополски край, Русия. Градът е разположен на десния бяг на река Кума на 305 km източно от Ставропол. Населението на Нефтекумск е 27 395 (преброяване 2002 година).
Градът е основан през 1961 г. като селище за добив на нефт. През 1962 г. е обявено за селище от градски тип, а през 1968 г. получава статут на град.